# Issiar Dia
Issiar Dia (Sèvres, 8 giugno 1987) è un ex calciatore francese naturalizzato senegalese, di ruolo attaccante.

## Palmarès

### Club

#### Competizioni nazionali
- Campionato turco: 1

Fenerbahçe: 2010-2011
- Coppa di Turchia: 1

Fenerbahçe: 2011-2012
- Qatar Stars League: 1

Lekhwiya: 2014-2015